# Сизов, Александр Александрович (1913)
Алекса́ндр Алекса́ндрович Сизо́в (23 июня 1913, Архангельск — 26 декабря 1972, Ленинград) — советский государственный деятель, председатель Ленинградского горисполкома, Герой Социалистического Труда (1965).

## Биография
Родился 23 июня 1913 года в Архангельске в семье инженера. После окончания школы стал, как и отец, строителем. Окончил в 1932 году строительный техникум и был направлен в автономную область Коми, на реку Печору. В последующем работал на стройках в Архангельске и на строительстве Горьковского автозавода.

### Военный период
Весной 1942 года А. А. Сизова направили в Барнаул, куда были эвакуированы многие заводы. Несмотря на броню, которую имели строители оборонных предприятий, в июле 1942 года он подал заявление в Барнаульский районный военкомат и добровольцем ушёл в РККА, оставив дома жену с шестимесячной дочерью. С октября 1942 года воевал на Калининском, Западном фронтах. В декабре 1942 года стал членом ВКП(б). В звании старшины был командиром взвода отдельной сапёрной роты 74-й отдельной стрелковой бригады 6-го Сталинского добровольческого стрелкового корпуса сибиряков.
К концу 1943 года — гвардии младший лейтенант, командир взвода 97-го отдельного сапёрного батальона 56-й гвардейской стрелковой дивизии.
В 1944 году — парторг батальона 97-го отдельного сапёрного батальона 56-й гвардейской Смоленской стрелковой дивизии. Окончил войну в звании гвардии капитана.
За отличие и проявленный героизм в боях с немецко-фашистскими захватчиками был награждён несколькими боевыми орденами и медалями.

### Строительная деятельность
Демобилизовавшись в 1946 году из армии, переехал в Ленинград. Возобновив свою трудовую деятельность начальником участка, А. А. Сизов постепенно продвигался по служебной лестнице. В 1950 году он становится главным инженером стройтреста № 1, в 1953 году — стройтреста № 3, в 1955 году — управляющим стройтрестом № 19, а в 1960 году — главным инженером Управления жилищного строительства «Главленинградстрой». Характерными чертами А. А. Сизова были целеустремлённость, скрупулёзность и склонность к новаторству.
Так, в конце 1940-х — начале 1950-х годов А. А. Сизов стал разрабатывать методы скоростного строительства. Именно тогда на проспекте Стачек появились два жилых дома (№ 56 и 58), возведённые всего за 5 месяцев. В строительстве этих домов были впервые применены сборные конструкции стропил, перегородки из гипсовых блоков с опилками в качестве наполнителя, сухая штукатурка листами и цельные лестничные марши.
Другим его экспериментом стало строительство четырёхэтажных жилых домов методом подъёма перекрытий, когда сначала строится четвёртый этаж, затем третий, второй и только когда вся эта конструкция уже поднята вверх, очередь доходит до первого этажа.
А. А. Сизов стоял у истоков создания домостроительных комбинатов (ДСК). Первый в Советском Союзе ДСК возник на базе завода сборного железобетона треста № 19, управляющим которого был Сизов. Лишь после организации нескольких подобных предприятий в Ленинграде их стали создавать в Москве и других городах страны. Благодаря новой поточной организации и экономической заинтересованности строителей мощности домостроительных комбинатов увеличились за одну пятилетку в 4 раза, а производительность труда — почти в 2 раза. Итогом этого стало то, что в 1960-х годах силами всего пяти-шести ДСК в Ленинграде строилось две трети жилой площади.
В 1960 году А. А. Сизов заочно окончил Ленинградский инженерно-строительный институт и в 1962 году был назначен начальником треста «Главленинградстрой». И на этой новой должности он продолжал внедрять новые идеи в строительстве. Примером такого новаторства А. А. Сизова явилась сборка в 1963 году стеновых панелей без сварки. Петлевые захваты и замковые соединения обеспечили скорость, точность и качество монтажа. Вскоре дома такого типа пошли в серию на ряде ленинградских строительных предприятий.
Указом Президиума Верховного Совета СССР от 18 ноября 1965 года за выдающиеся производственные успехи, достигнутые при выполнении заданий по жилищному и культурно-бытовому строительству в городе Ленинграде, Александру Александровичу Сизову было присвоено звание Героя Социалистического Труда с вручением ордена Ленина и золотой медали «Серп и Молот».

### На посту председателя Ленгорисполкома
Завоевавший в Ленинграде к середине 1960-х годов высокий авторитет и популярность, А. А. Сизов был назначен в августе 1966 года председателем исполнительного комитета Ленинградского городского Совета депутатов трудящихся.
За те шесть лет, что он возглавлял горисполком, в Ленинграде были открыты Дворец спорта «Юбилейный», Большой концертный зал «Октябрьский», начала действовать новая линия метрополитена от станции «Василеостровская» до станции «Площадь Александра Невского»; был построен первый в Европе алюминиевый Коломенский мост через канал Грибоедова; было начато строительство крематория; вступил в строй комплекс речного вокзала с причалами и пассажирским павильоном; построена новая мощная водопроводная станция «Северная» и многое другое.
В 1967 году в городе был принят 25-летний генеральный план развития Ленинграда. А. А. Сизов, как профессиональный строитель, понимал, что за последние десятилетия строительная индустрия стала подавлять архитектурное искусство. Пытаясь исправить эту ситуацию, он впервые учредил в городе должность главного художника, которую занял В. А. Петров. Вместе с ним они смогли осуществить большой объём работ по благоустройству и художественному оформлению ленинградских улиц и площадей. Именно тогда на Невском, Московском проспектах, Марсовом поле и в других местах города появилось оригинальное газосветное оформление.
Кандидат в члены ЦК КПСС (1971—1972). В 1970 году А. А. Сизов был избран депутатом Верховного Совета СССР 8-го созыва.

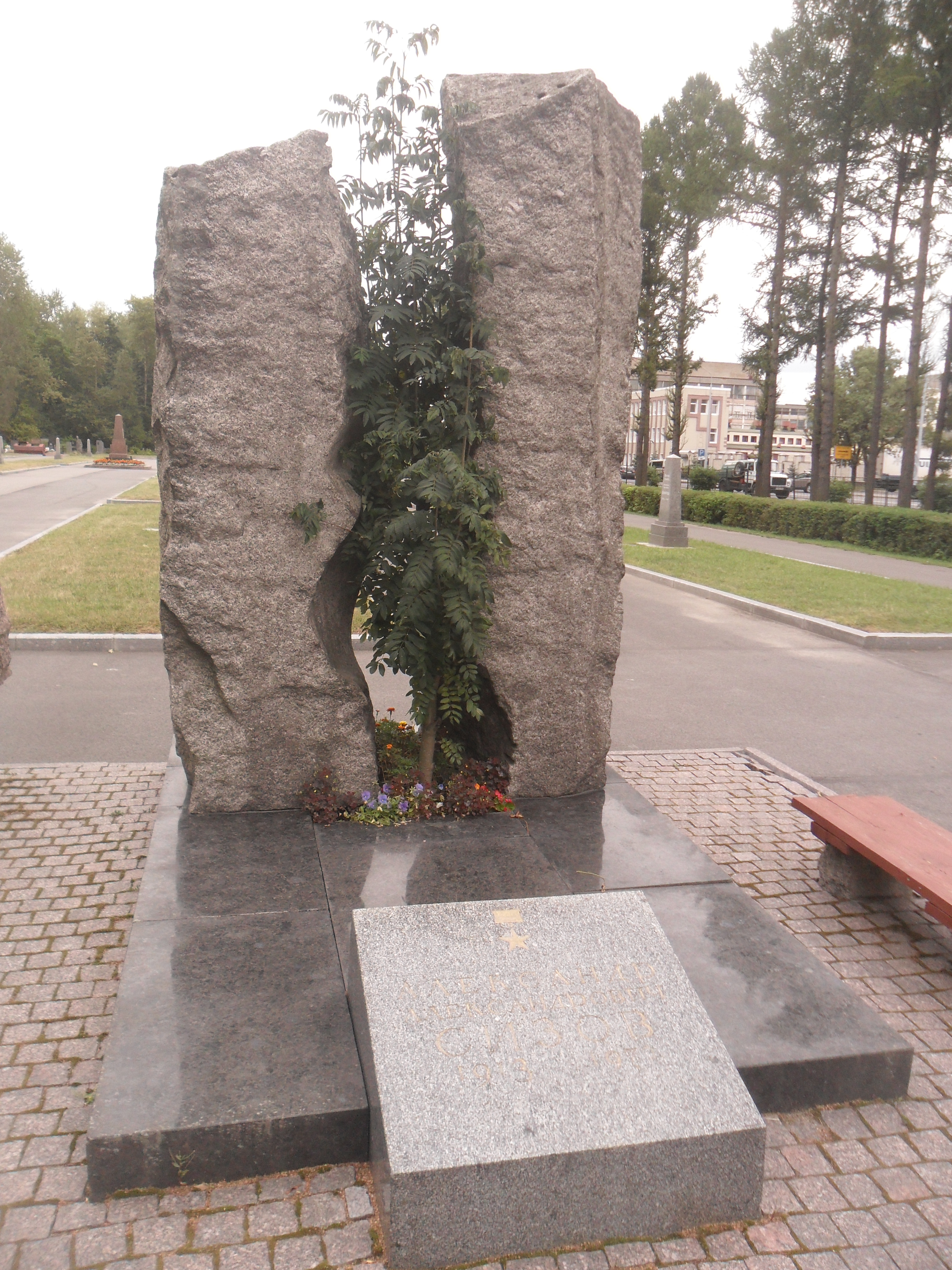
Могила А. А. Сизова на Богословском кладбище Санкт-Петербурга

Скончался 26 декабря 1972 года на 60-м году жизни от очередного инфаркта миокарда. Похоронен на Коммунистической площадке Богословского кладбища.

## Память
В 1974 году одна из новых магистралей в Ждановском (ныне Приморском) районе была названа проспектом Сизова. В июне 2013 года на доме № 30 была торжественно открыта памятная доска в честь 100-летия А. А. Сизова. В церемонии приняли участие дочери Героя Галина и Любовь, а также один из бывших председателей Ленгорисполкома В. Я. Ходырев.
Во втором рассказе сборника «Чемодан» Сергей Довлатов повествует о том, как украл у «ленинградского мэра» Сизова полуботинки. Однако история явно вымышленная, в ней Довлатов описывает собирательный образ чиновника. Сизов никогда бы не стал говорить по бумажке и пить за мудрое руководство. Он бы проверил крепёж и заставил переделывать, не стесняясь в выражениях. Для этого достаточно прочитать воспоминания людей, которые знали Александра Александровича.

## Награды
- медаль «Серп и Молот» (18.11.1965)
- два ордена Ленина (18.11.1965, 25.08.1971)
- орден Красного Знамени (08.02.1943)[6]
- орден Отечественной войны 2-й степени (21.08.1943)[7]
- орден Трудового Красного Знамени (21.06.1957)
- орден Красной Звезды (13.08.1944)[8]
- орден «Знак Почёта» (02.04.1951)
- медаль «За боевые заслуги» (08.01.1943)[9]